# Karl Thaler
Karl Thaler (* 7. März 1831 in Weihershof; † 24. Oktober 1893 ebenda) war ein deutscher Gutsbesitzer und Abgeordneter des Provinziallandtages der Provinz Hessen-Nassau.

## Leben
Karl Thaler wurde als Sohn des Domänenpächters Balthasar Thaler und dessen Gemahlin Dorothe Kurz geboren. Er übernahm den väterlichen Pachtbetrieb und war Amtsrat zu Weyhershof. Als Pächter zählte er zu den höchstbesteuerten Gutsbesitzern und Gewerbetreibenden. So erhielt er 1890 als deren Vertreter ein Mandat für den Kurhessischen Kommunallandtag des Regierungsbezirks Kassel, aus dessen Mitte er zum Abgeordneten des Provinziallandtages der Provinz Hessen-Nassau bestimmt wurde. Dem Kommunallandtag gehörten bis zum Jahre 1848 von den 64 Abgeordneten insgesamt 16 dem Adel an. Durch Gesetzesänderung wurde dieses Privileg abgeschafft. Dafür rückten die Abgeordneten der höchstbesteuerten Gutsbesitzer und Gewerbetreibenden in das Parlament ein. Thaler
blieb bis 1892 in den Parlamenten. Sein Nachfolger wurde Carl Christoph Klingebiel.